# Elatostema setulosum
Elatostema setulosum är en nässelväxtart som beskrevs av Wen Tsai Wang. Elatostema setulosum ingår i släktet Elatostema och familjen nässelväxter. Inga underarter finns listade i Catalogue of Life.